# 森沢としお
森沢 としお（もりさわ としお、1959年〈昭和34年〉2月4日 - ）は日本の漫画家。埼玉県熊谷市出身。大東文化大学漫画研究会出身。後輩に前川たけしがいる。
漫画家金井たつおのアシスタントを経て、桃園書房コミックジャンボ（アダルト系）から美少女漫画家としてデビューした。

## 作品
- 『放課後ドッキン・デイト』フランス書院（フランス書院コミック文庫）、1989年9月。ISBN 4-8296-7120-3
- 『魔法の贈り物』茜新社（にんじんコミックス）、1994年1月。ISBN 4-87182-091-2